# مجازة لفائفية صائمية
المجازة اللفائفية الصائمية (بالإنجليزية: Ileojejunal bypass)‏ هي عملية جراحية تجريبية صممت لتكون علاجا للسمنة المرضية.
أجري هذا النوع من العمليات أول مرة في أواسط وأواخر عقد السبعينات من القرن العشرين في مستشفى في لوس أنجلوس في الولايات المتحدة على مجموعة من المرضى. اشترط على المرضى الذين أجريت عليهم العمليات أن تنطبق عليهم المواصفات التالية:
1. أن يكونوا قد شخصوا بالإصابة بالسمنة المرضية.
2. أن يكونوا قد حاولوا مختلف أنواع إنقاص الوزن الاعتيادية، لكنها فشلت.
3. أن تجرى عليهم مجموعة من الاختبارات السيكولوجية، وتظهر نتائج:

- - عدم وجود ظروف أمراض نفسية جسمية لحالاتهم.
  - أن يكونون مستعدين عقليا لتقبل تبعات العملية التي ستؤثر عليهم مدى الحياة